# 11860 Уедасатосі
11860 Уедасатосі (11860 Uedasatoshi) — астероїд головного поясу, відкритий 16 жовтня 1988 року.
Тіссеранів параметр щодо Юпітера — 3,185.
Названо на честь астронома-аматора Уеди Сатосі (яп. うえだ・さとし(上田聡) уеда сатосі).